# Winter World University Games 2025/Biathlon
Bei den Winter World University Games 2025 werden neun Wettkämpfe im Biathlon ausgetragen.

## Bilanz

### Medaillenspiegel
| Platz  | Land        | 00 | 00 | 00 | Gesamt |
| ------ | ----------- | -- | -- | -- | ------ |
| 1      | Ukraine     | 4  | 2  | 3  | 9      |
| 2      | Polen       | 2  | 3  | 1  | 6      |
| 3      | Frankreich  | 2  | –  | 1  | 3      |
| 4      | Kasachstan  | 1  | –  | 2  | 3      |
| 5      | Schweden    | –  | 2  | –  | 2      |
| 6      | Tschechien  | –  | 1  | 1  | 2      |
| 7      | Finnland    | –  | 1  | –  | 1      |
| 8      | Deutschland | –  | –  | 1  | 1      |
| Gesamt | Gesamt      | 9  | 9  | 9  | 27     |

### Medaillengewinner

#### Männer
| Disziplin          | Gold              | Silber           | Bronze            |
| ------------------ | ----------------- | ---------------- | ----------------- |
| 10 km Sprint       | Nikita Akimow     | Knut Vikström    | Bohdan Borkowskyj |
| 12,5 km Verfolgung | Bohdan Borkowskyj | Serhij Suprun    | Paul Fontaine     |
| 15 km Massenstart  | Nathanaël Peaquin | Karl Grönland    | Kirill Bauer      |
| 15 km Einzel       | Bohdan Borkowskyj | Patrik Kuuttinen | Petr Hák          |

#### Frauen
| Disziplin           | Gold                  | Silber                 | Bronze          |
| ------------------- | --------------------- | ---------------------- | --------------- |
| 7,5 km Sprint       | Barbara Skrobiszewska | Amelia Liszka          | Arina Krjukowa  |
| 10 km Verfolgung    | Barbara Skrobiszewska | Amelia Liszka          | Daryna Tschalyk |
| 12,5 km Massenstart | Daryna Tschalyk       | Oleksandra Merkuschyna | Luise Müller    |
| 12,5 km Einzel      | Noémie Remonnay       | Amelia Liszka          | Daryna Tschalyk |

#### Mixed
| Disziplin            | Gold                                        | Silber                               | Bronze                                  |
| -------------------- | ------------------------------------------- | ------------------------------------ | --------------------------------------- |
| Single-Mixed-Staffel | UkraineSerhij Suprun Oleksandra Merkuschyna | TschechienPetr Hák Svatava Mikysková | PolenJakub Potoniec Anna Nędza-Kubiniec |